# ГЕС Санта-Клара
ГЕС Санта-Клара — гідроелектростанція на сході Бразилії на кордоні штатів Мінас-Жерайс, де знаходиться водосховище, та Баїя, в якому розташований машинний зал. Знаходячись перед малою ГЕС Мукурі (19 МВт), становить верхній ступінь каскаду на річці Мукурі, що тече з прибережного хребта на схід та впадає у Атлантичний океан за 250 км північніше від міста Віторія.
Для роботи ГЕС річку перекрили греблею із ущільненого котком бетону висотою 59 метрів, довжиною 242 метри та товщиною по гребеню 4,5 метра. В результаті утворилось водосховище з площею поверхні 7,5 км2 та об'ємом 151 млн м3 (корисний об'єм 33 млн м3) з нормальним рівнем поверхні 86 метрів НРМ (максимальний рівень 87,3 метра НРМ).
Пригреблевий машинний зал обладнали трьома турбінами типу Френсіс потужністю по 20,6 МВт, які працюють при напорі від 50,7 до 53 метрів.
Видача продукції відбувається по ЛЕП, розрахованій на роботу під напругою 138 кВ.
З 2003 року на станції працює система для захоплення та транспортування риби через греблю.